# Hasenfleisch

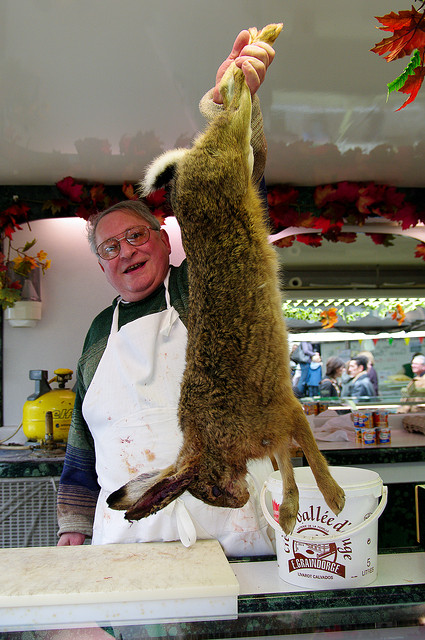
Feldhase (Lepus europaeus) im Verkauf

Hasenfleisch bezeichnet das Fleisch von Hasen und in Europa in der Regel das Fleisch des Feldhasen (Lepus europaeus). Das Hasenfleisch wird dabei dem Wildbret zugeordnet, die Tiere werden also gejagt und stammen nicht aus der Nutztierhaltung.
Unter Hasenbraten versteht man den Hasenrücken und beide abgetrennte Hinterläufe zusammen; der Rücken wird meist im Ganzen gebraten. Die Brust mit den beiden Vorderläufen, die Leber, das Herz, die Lunge und der Kopf zählen zum Hasenklein (österreich. Hasenjunges).

## Merkmale
Hasen gehören zum typischen Jagdwild in Europa und die Tiere werden und wurden vor allem zur Gewinnung des Fleisches für verschiedene Speisen sowie zur Herstellung des Hasenpelzes bejagt. Neben dem Feldhasen werden international auch fast alle anderen Arten der Hasen bejagt und genutzt. Ausgewachsene Hasen erreichen typischerweise ein Körpergewicht von 3 bis 4 Kilogramm, können jedoch vor allem im Spätherbst bis Frühwinter auch schwerer werden. Die Jagdzeit und damit die Saison für Hasen reicht in der Regel vom Anfang Oktober bis Mitte Januar.
Das Fleisch ähnelt vor allem dem Kaninchenfleisch des Hauskaninchens, das als Haus- und Nutztier gehalten wird, oder des Wildkaninchens sowie dem verschiedener Nagetiere. Junge Hasen haben ein hell- bis graurotes Fleisch, bei älteren Tieren ist es dunkelrot.

## Vorbereitung
Um das Alter des Hasen zu prüfen, werden die Hasenlöffel am schwarzen Rundfleck, oder das Fell an der Innenseite der Läufe (Keulen) eingerissen: reißen sie leicht ein, war der Hase jung. Die Rippen und Vorderläufe junger Hasen lassen sich leicht brechen, ihr Unterkiefer leicht aufreißen. Beim abgezogenen Hasen lässt sich bei Junghasen der Schlussknochen, wo die Keulen zusammenwachsen sind, leicht durchschneiden, die Schnittfläche ist weiß, bei alten Hasen hingegen rot.
Hasen werden ausgeworfen drei bis vier Tage im Fell abgehängt, im Winter bis zu einer Woche lang. Die Hasenkeulen werden knapp hinter der Hüfte abgetrennt und längs der Rückgratverlängerung entzweigeschnitten. Oder es werden Filets und Nüsschen aus dem Rücken geschnitten. Der Kopf wird halbiert und ohne Augen zu Hasenpfeffer verwendet. Rücken und Keulen werden enthäutet.

## Zubereitungsformen
Die höchste Fleischqualität haben Junghasen im Alter von drei bis acht Monaten, diese werden in der Regel im Ganzen oder in Teilen gespickt und gebraten. Ältere Tiere werden in der Regel in Stücken geschmort und zu einem Hasenpfeffer oder zu Farcen, Suppen oder Pasteten verarbeitet. Neben den ganzen Hasen werden in der Küche auch verschiedene Teile des Hasen separat genutzt, etwa die Hasenkeulen und -läufe (Vorderbeine), Hasenkotelett, der Hasenrücken oder Hasenfilet vom Rücken der Tiere.
Für die Zubereitung des Hasen im Ganzen gibt es mehrere Standardrezepte. So wird der Hase deutsche Art (Lièvre à l'allemande) etwa gespickt und gebraten und der Bratsatz wird mit Sauerrahm zu einer Sauce verkocht, serviert wird dieses Gericht typischerweise mit Rotkohl und Kartoffelpüree. Bei der Zubereitung auf englische Art (Lièvre à l'anglaise) wird der Hase im Ganzen (ohne Kopf) mit einer Farce aus Rindernierenfett, eingeweichtem Brot, der gehackten Hasenleber, Zitronenschale, gehacktem Schinken, Eiern, Kräutern und Gewürzen gefüllt, vernäht und dann gebraten. Er wird mit dem abgelöschten Bratsatz und Johannisbeergelee serviert.

## Historischer Hasenbraten
Früher wurden Hasen bis zu acht Tagen im Fell abgehängt, bevor die Eingeweide ausgenommen wurden. Der eigentliche Hasenbraten bestand aus dem Hasenrücken (Ziemer) mit den Hinterläufen, die nicht vom Rücken abgetrennt wurden, daher wurde eine besonders geformte Hasenpfanne benötigt. Das blutige Wasser, in dem der geschlachtete Hase gewaschen wurde, wurde als Düngemittel in den Garten gegossen.